# فیفتی سنت
کورتیس جیمز جکسون سوم (انگلیسی: Curtis James Jackson III؛ زاده ۶ ژوئیه ۱۹۷۵) که به نام فیفتی سنت (انگلیسی: 50 Cent) شناخته می‌شود، رپر و بازیگر آمریکایی است. او با انتشار آلبوم‌هایی چون زیارت نامه پولدار شو یا در این راه بمیر (۲۰۰۳) و قتل‌عام (۲۰۰۵) به شهرت رسید. آلبوم پولدار شو یا در این راه بمیر از انجمن صنعت ضبط موسیقی ایالات متحده آمریکا گواهی هشت‌بار پلاتینیوم دریافت کرده و فروش جهانی آن بیش از ۱۵٫۰۰۰٫۰۰۰ نسخه بوده‌است. آلبوم قتل‌عام هم در ایالات متحده بیش از۵٫۰۰۰٫۰۰۰ و در تمام دنیا بیش از ۱۱٫۰۰۰٫۰۰۰ نسخه فروش داشته‌است.

فیفتی سِنت در جامائیکا، کوئینز متولد شد و از سن ۱۲ سالگی به خرید و فروش مواد مخدر روی آورد که مصادف با بحران فرا گیر شدن کرک در ایالات متحده در دههٔ ۸۰ میلادی بود. او پس از روی آوردن به موسیقی رپ، مواد مخدر را رها کرد با این‌حال در حادثه‌ای در سال ۲۰۰۰ مورد اصابت ۹ گلوله قرار گرفت. او پس از انتشار آلبوم اگه گفتی کی اومده (این آلبوم هیچگاه به صورت استودیویی منتشر نشد و به عنوان یک Mixtape شناخته می‌شود) مورد توجه امینم قرار گرفت و با اینترسکوپ رکوردز (کمپانی که پیش‌تر آثار امینم و دکتر دره را منتشر کرده‌بود) قرارداد امضا کرد. اولین آلبوم استودیویی فیفتی سنت که با تهیه‌کنندگی امینم و دکتر دره ضبط شد او را به یکی از پُرفروش‌ترین رپرها تبدیل کرد. در سال ۲۰۰۳ فیفتی سنت کمپانی موسیقی جی-یونیت را راه‌اندازی کرد که با رپرهایی هم‌چون یانگ باک، لوید بنکس و تونی یایو قرارداد امضا کرد. فیفتی سنت از کودکی با بَنکس و یایو دوست بود.
جکسون تاکنون با رپرهایی چون جا رول، فت جو، جدکیس، کم'رون، ریک راس و نیز دو عضو سابق جی-یونیت یعنی یانگ باک و گیم به دشمنی پرداخته‌است. این اختلافات درونی موجب گشته جی-یونیت چند عضو مهم خود را از دست دهد و در حال حاضر تنها وفاداران به این گروه همان سه دوست صمیمی یعنی فیفتی سنت و لوید بنکس و تونی یایو هستند. اگر چه مدتی پیش چند مورد درگیری لفظی بین فیفتی سنت و لوید بنکس در خرده نویسی‌های توییتر رخ داد که فیفتی سنت پای تونی یایو را هم به میان کشید. این خود می‌تواند شروعی بر پایان این گروه پر فراز و نشیب باشد. او همچنین در فیلم‌هایی چون (۲۰۰۵) Get Rich or Die Tryin که تا حدی الهام گرفته از زندگی خود اوست و Home of the Brave (خانه شجاعان) (۲۰۰۶) که در آن فیفتی سنت نقش سرباز آمریکایی است به تازگی از جنگ عراق بازگشته است و از عذاب وجدان ناشی از کشتن یک زن عراقی رنج می‌برد و نیز قتل عادلانه (۲۰۰۸) (در این فیلم فیفتی سنت با اسم رمز Spider در کنار آل پاچینو و رابرت دنیرو درخشید) حرفه بازیگری را پیگیری کرد. او همچنین در فیلمآتش در ازاء آتش و فیلم Den of Thieves لانهٔ دزدان ساختهٔ ۲۰۱۸ نیز ایفای نقش اصلی فیلم و بازی کرده‌است. مجله Billboard (که به فروش محصولات موسیقی در آمریکا می‌پردازد) جکسون را در بین پرفروشترین هنرمندان موسیقی سال‌های ۲۰۰۰–۲۰۰۹ در رتبه ۶ قرار داد. این مجله همچنین او را در مقام چهارم به عنوان هنرمند مذکر برتر و در مقام سوم به عنوان بهترین رپر پس از امینم و نلی برگزید و نیز در همین مجله به عنوان نفر اول پرفروش‌ترین هنرمند ۲۰۰۰ تا ۲۰۰۹ در فهرست ۱۰۰ تای برتر (Hot 100) و رپر شماره یک از سال۲۰۰۰ تا ۲۰۰۹ نام برده شد. همچنین در یک سریال تلویزیونی به نام power به ایفای نقش پرداخته و تهیه کنندگی این سریال هم به عهده خود او بوده‌است. او را به ترتیب در رتبه ۱۲ و ۳۷ دهه اول قرن ۲۱ قرار داد. فیفتی سنت هم‌اکنون مشغول کار بر روی پنجمین آلبوم استودیویی خود است.
او در فیلم «اسلحه» و مستند« فیفتی سنت: نسل جدید» بازی کرده‌است و همین‌طور یک بازی ویدیویی به نام فیفتی سنت: ضد گلوله دارد که خودش و امینم روی آن صحبت کرده‌اند.

## حادثه تیراندازی: ۲۰۰۱–۲۰۰۰
در ۲۴ می ۲۰۰۱ جکسون توسط شخصی مسلح به نام داریل باوم (ملقب به "هومو") مورد اصابت گلوله قرار گرفت. جکسون در زمان وقوع حادثه در خارج محل سکونت مادربزرگش در محله کویینز بود. او وارد اتومبیل دوستش (تونی یایو) شد ولی تونی به او گفت که فراموش کرده جواهرات را بیاورد و از فیفتی خواست تا به خانه بازگردد و جواهرات را بیاورد. پسر فیفتی در خانه و مادربزرگش در حیاط جلویی بود. لحظه‌ای که فیفتی جواهرات را آورد و در کابین عقب ماشین را باز کرد، اتومبیل دیگری در کنار آنان توقف کرد. مردی مسلح به کلت ۹ میلی‌متری از آن اتومبیل پیاده شد و از سمت چپ جکسون به او نزدیک شد و اقدام به شلیک ۹ گلوله به سمت جکسون کرد. محل اصابت آن ۹ گلوله از این قرار بود: دست (ورود گلوله به انگشت شصت دست راست و خروج از انگشت کوچک دست راست) بازو، ران، هر دو پا، سینه، گونه چپ. گلوله‌ای که به سمت چپ صورتش برخورد کرد موجب ورم کردن زبان، از دست دادن دندان آسیاب و کلفت‌تر شدن صدایش شد. یکی از این ۹ گلوله به دست تونی یایو برخورد کرد. این دو را به بیمارستان رساندند و فیفتی ۱۳ روز بستری بود. مرد مسلح که باوم نام داشت و محافظ شخصی و از دوستان نزدیک مایک تایسون (بوکسور سنگین‌وزن آمریکایی) بود، سه هفته بعد به ضرب گلوله به قتل رسید.

جکسون خاطره‌اش از آن حادثه را اینطور بیان کرد: "چنین چیزایی خیلی سریع اتفاق میافتن و شما حتی فرصت شلیک کردن هم ندارین… من تمام مدت ترسیده بودم… به آینه بقل ماشین نگاه می‌کردم و می‌گفتم: اوه لعنتی، یه نفر تو صورتم شلیک کرده! چقدر میسوزه، میسوزه، میسوزه." فیفتی در شرح حال مکتوب خود که از جزء تا کل: روزی روزگاری در پایین شهر، کویینز نام دارد، می‌نویسد:" وقتی ۹ بار از فاصله نزدیک تیر خوردم و نمردم، با خودم فکر کردم پس زندگی من باید هدفی داشته باشه… مگه من از مرگ چقدر فاصله داشتم؟ یه اینچ دیگه اضافه می‌شد کارم تموم بود." فیتی برای شش هفته از صندلی چرخدار استفاده کرد و پس از ۵ ماه کاملاً بهبود یافت. پس از مرخص شدن از بیمارستان فیتی با دوست دختر و پسرش به پوکونوس (نام منطقه‌ای کوهستانی در پن سیلوانیا) رفت. او توانست با ورزش و تغذیه مناسب اندام خود را بازسازی کند.

جکسون زمانی که در بیمارستان بود با شرکت کلمبیا قراردادی منعقد کرد؛ ولی پس از مدتی بخاطر ضبط آهنگ محله قرآن (منو ببخش) وارد لیست سیاه صنعت موسیقی شد. سپس فیفتی و پنج دوست با وفایش یعنی لوید بنکس و تونی یایو که در کنار او رپ می‌کردند و Dj Whoo Kid و Dj Kayslay که آهنگسازی می‌کردند و Sha Money Xl که تهیه‌کننده بود، برای ضبط کارهای جدید به کانادا سفر کنند. حاصل کار میکس تیپی بود به نام فیفتی سنت آینده ساز است بود که علاوه بر موفقیت تجاری، به عنوان بهترین میکس تیپ تاریخ در مجله XXL (که به موسیقی رپ و هیپ هاپ می‌پردازد) ثبت گردد.

## دشمنی‌ها

### چگونه دزدی کنیم!
فیفتی سنت در سال ۲۰۰۰ از این آهنگ قصد توهین به کسی را ندارد. Madd Rapper نیز که وی را در ضبط این آهنگ همراهی کرد در ابتدا و انتها و نیز در قسمت‌های کوروس آهنگ به توهین‌آمیز نبودن آن تأکید کرد. اما تعدادی از رپرها بیانات این دو را توهین‌آمیز خوانده و به شدت پاسخ دادند. از جمله گروه رپ وو تانگ کلن در چند مرحله فیفتی سنت را مورد توهین و تهدید قرار دادند؛ که از جمله آن آهنگ Who the F*** Is 50 Cent بود. از جمله
دیگر این پاسخهای شدید عبارتند از:
- جی-زی در آهنگ It's Hot:

زور بزن کاکاسیاه مثل اینکه جونت بدجوری میخاره
من نزدیک یه دلار می‌ارزم ۵۰ سنت چه کوفتیه

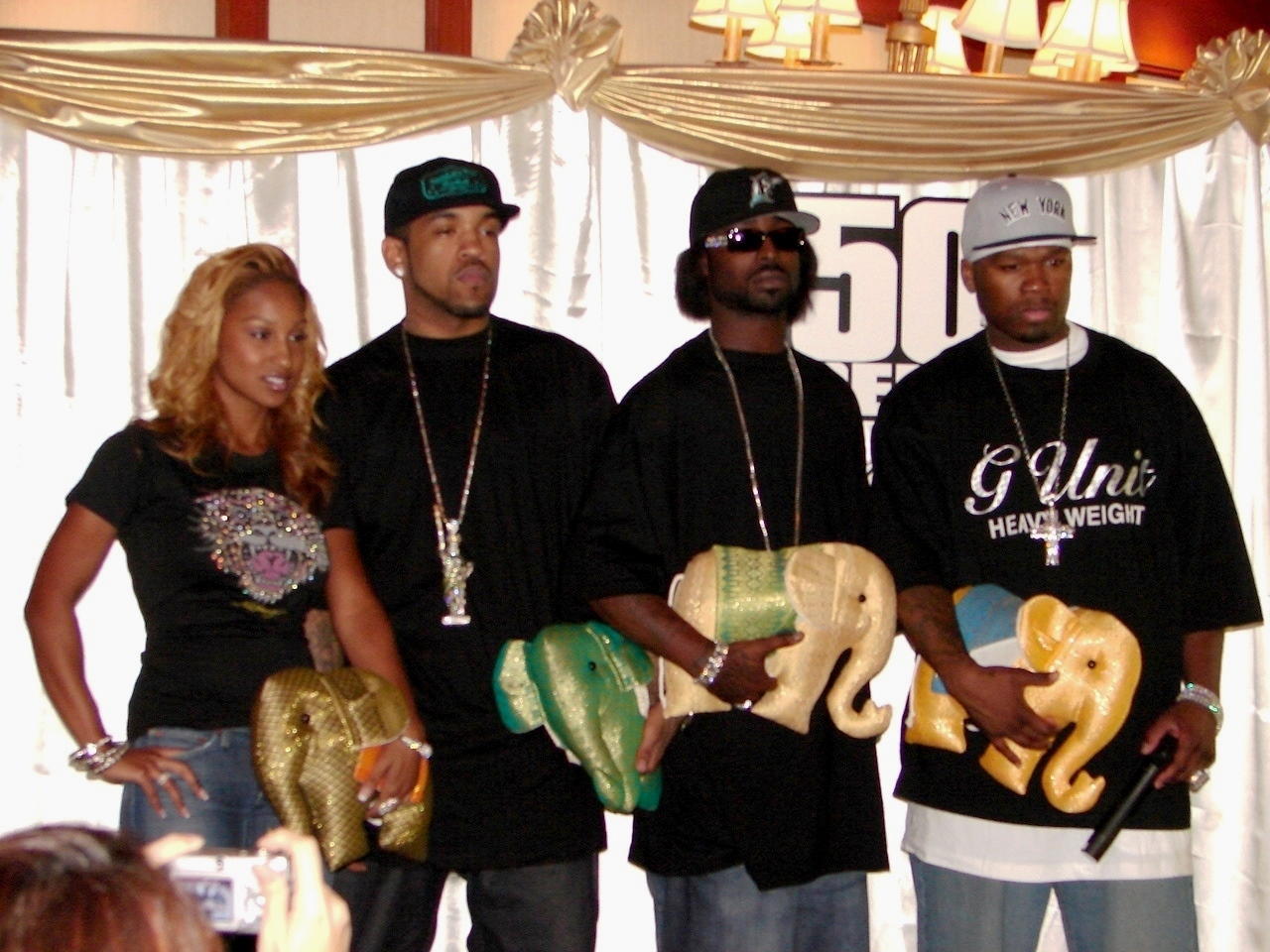
فیفتی، یانگ باک، لوید بنکس و اولیویا در تایلند

- استیکی فینگاز در آهنگ Jackin' for Beats:

خدا به فیفتی واقعی۱ که اهل بروکلین بود خیر بده که مدت هاست بازنشسته شده
تو فقط یه دلقک تقلبی هستی که تازه پیدات شده و فقط بلدی ادای اونو در بیاری

۱: جکسون نام هنری خود را از "کلوین مارتین" که یک دلال مواد مخدر بود و دارای لقب فیفتی سنت بود برداشت کرده بود.
- بیگ پان در آهنگ My Turn:

به رپری که فیفتی سنت باشه میگم سرتو بدزد چون اگه پاش بیفته همه ما خوب میدونیم که مخ حرومزادت رو با یه گلوله میترکونم. اگه قرار باشه آهنگی بنویسم در مورد داغون کردن جون حرومزادت خواهد بود و اسم اون آهنگ حرومزاده اینه: "دلیل داغون کردن جون حرومزادت این بود" با همراهی تونی سان شاین.

فیفتی سنت در How to Rob بیگ پان (Big Pun) را به خاطر وزن زیادش مورد تمسخر قرار داد و اشاره کرد که اگر بیگ پان را مورد غارت قرار دهد او نخواهد توانست برای پس گرفتن پولش دنبال فیفتی بدود.
- کوراپت در آهنگ Callin' Out Names:

رپ کردن فیفتی سنت اندازه کثافتم نمی‌ارزه
۵۰ بار که بهت اردنگی بزنم میشی ۱۰ سنت
- وایکلف ژان در آهنگ Low Income:

من گرسنه می‌مونم و اگه فیفتی سنت بیاد و از من چیزی بدزده
من صدقه حسابش می‌کنم

فیفتی سنت در ورژن اولیه How to Rob به ماریا کری توهین کرد. ماریا کری با شنیدن این توهینات در آهنگ فیفتی کمپانی کلمبیا (columbia) را که مسئول تهیه و فروش این آهنگ بود تهدید کرد که در صورت انتشار آهنگ قرار دادهای خود را با این کمپانی فسخ می‌کند. فیفتی در How to Rob در مورد ماریا کری و همسر سابقش تامی موتولا گفت:" گوش کن من چی میگم مرد، ماریا کری عوضی رو می‌گیرم داغون می‌کنم، بخواب رو زمین هرزه، دیگه حق نداری با اون مرتیکه تامی بچرخی، حالا کی میخواد هواتو داشته باشه؟". کری در آن زمان جزو پرفروش‌ترین و سودآورترین هنرمندان کلمبیا بود و دارای نفوذ زیادی در این کمپانی بود و به همین علت کلمبیا خواسته او را قبول کرد و فیفتی مجبور شد توهینات خود را در مود کری از این آهنگ پاک کند. فیفتی به جای این قطعه از عبارات جدیدی در مورد کیس وودارد (case woodard) خواننده سبک آراندبی و مری جی. بلایژ (mary j. blige) (دوست دختر سابق کیس وودارد که او نیز خواننده آراندبی است) استفاده کرد که از این قرار بود: من خودم ترتیب کیس رو میدم بخواب رو زمین مرتیکه. دیگه با مری نمی‌چرخی. حالا کی میخواد شکمتو سیر کنه؟

فیفتی سنت در How to Rob که حد اکثر چهارونیم دقیقه زمان پخش آن بود، به حدود پنجاه نفر فحاشی کرد که از این جهت How to Rob از نوادر دنیای موسیقی محسوب می‌شود. منتقدان دلیل تهیه و انتشار این چنین اثری را وسیله‌ای برای کسب شهرت و توجه قلمداد کرده‌اند. فیفتی سنت با این آهنگ توانست نگاه‌های بی‌شماری را پیش از انتشار اولین آلبومش متوجه خود کند.

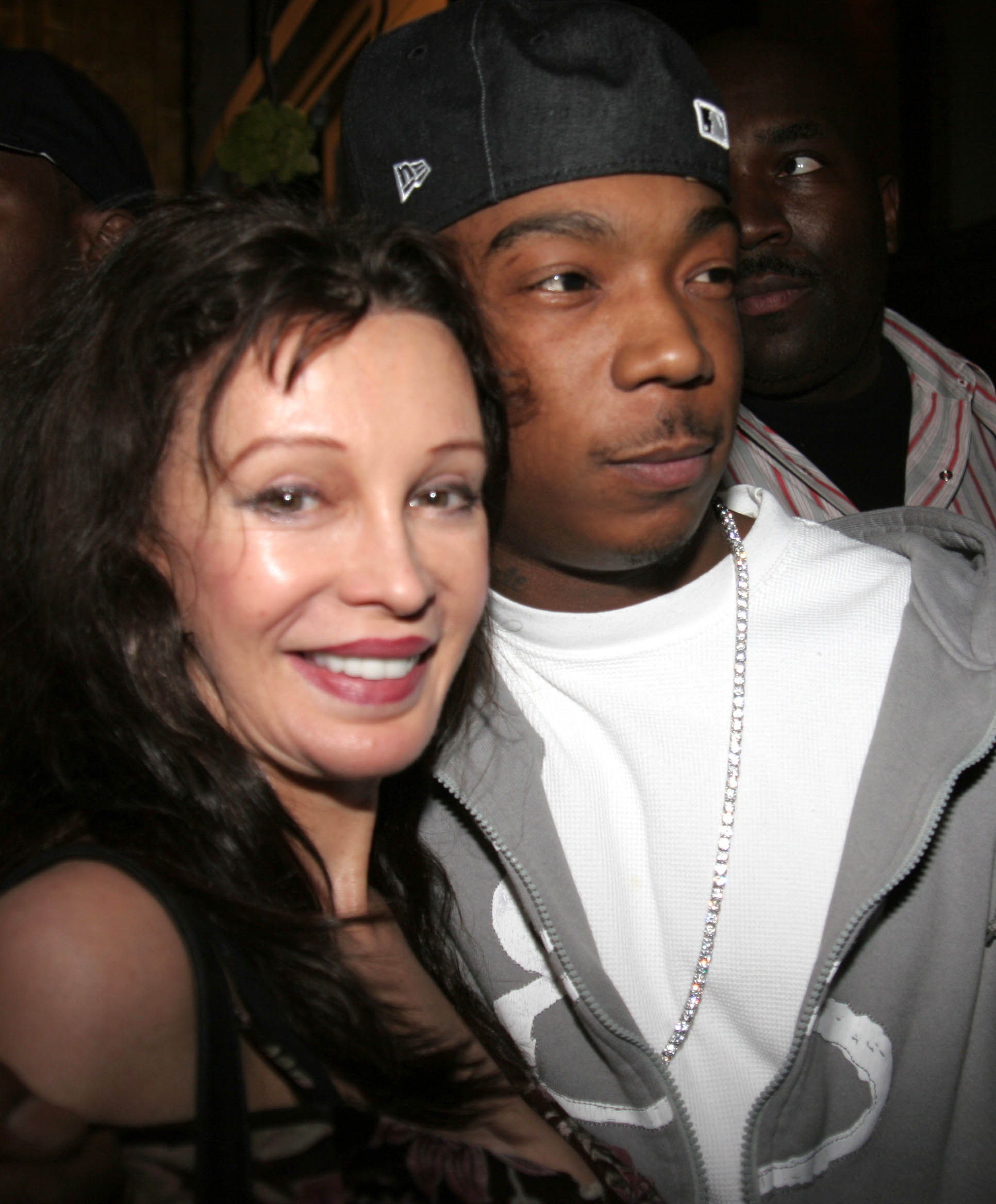
جارول و جید بریمور (بازیگر)

### جارول
دشمنی بین جارول و فیفتی سنت مدت‌ها در جریان بود. از وقتی این دعوا آغاز شد که جارول در محله Queens (کویینز) (زاد گاه فیفتی و جارول) در حال تهیه موزیک ویدئویی برای یکی از آهنگ‌هایش بود. فیفتی در این مورد گفت: "خوش ندارم این یارو جلو بر و بچه‌های پایین شهر خودشیرینی کنه." جارول در جواب پیغام داد: "فیفتی از محبتی که بر و بچه‌های پایین شهر به من میکنن احساس حسادت میکنه." اختلاف میان این دو مدتی طولانی و در مراحل مختلف ادامه داشت.

از زمان نام‌نویسی فیفتی در Shady Records و Aftermath Entertainment (این دو به ترتیب کمپانی‌های انتشار موسیقی امینم و دکتر دری هستند) این اختلافات شدت گرفت. جارول معتقد بود که امینم و دکتر دری نباید کسی را که با او دشمنی دارد ثبت نام کنند. در ۱۹ نوامبر جارول و Irv Gotti مهمانان ویژه برنامه رادیویی صبحگاهی Star and Bucwild در نیویورک سیتی بودند.Irv Gotti از پرونده‌هایی سخن گفت که جارول جان و مال خود در برابر حملات احتمالی فیفتی سنت بیمه کرده‌است. جارول تهدید کرد اگر فیفتی هر گونه آهنگی علیه او منتشر کند هم او و هم Irv Gotti را مورد هدف قرار خواهد داد. در هر صورت دکتر دره تهیه‌کننده آهنگ خشن Back Down (بشین جات) از آلبوم پولدار شو یا در این راه بمیر بود که در آن فیفتی نه تنها به Murder Inc (کمپانی جارول) توهین کرد بلکه با الفاظی شوکه‌کننده خانواده جارول را نیز مورد حمله قرار داد:

"مامانت، بابات، اون هرزه که مثلاً زنت باشه و اون بچه‌های نجس کوچولوتو از رو زمین پاک می‌کنم."
باستا رایمز نیز تصمیم گرفت تا در آهنگ "درود بر حضرت مریم ۲۰۰۳" برای مقابله با جارول به فیفتی سنت و امینم ملحق شود.

این درگیری‌ها زمانی بیش از پیش شدت گرفت که جارول آهنگ Loose Change (سکه‌ها) را منتشر کرد که در آن نه تنها فیفتی سنت بلکه امینم را مورد هجمه قرار داد و او را Feminem (مرد زن نما) خواند. جارول همچنین دکتر دره را دوجنس گرا خطاب کرد و اعلام کرد که Suge Knight از اینکه دکتر دره مردهای همجنس باز را به خانه میاورد خبر داشته‌است. جارول امینم را شدیداً مورد حمله قرار داد تاجایی که در مورد مادرش Debbie همسرش Kim و حتی دختر ۸ ساله‌اش Hailie گفت: "هی ام تو توی آهنگات گفته بودی که مادرت مثل چی کرک (Crack) میزنه گفته بودی زنت یه هرزه سرشناسه حالا میشه بگی دخترت Hailie که بزرگ شد میخواد چی از آب درآد؟"

این بیانات جارول امینم را به شدت خشمگین ساخت. وی گروهش دی۱۲ دوست صمیمی اش Obie Trice و دیگر رپرهای Shady Records را برای تهیه و انتشار آهنگی علیه جارول فراخواند. نتیجه کار آهنگ Doe Rae Me (که با نام "انتقام Hailie" نیز شناخته می‌شود) بود. از آن پس تا به حال علی‌رغم اینکه فیفتی سنت ریمیکسی از آهنگ Back Down را در میکس تیپ نیویورک سیتی مال منه قرار داد آتش این جنگ هنوز خاموش است.

### فت جو، نس و جدکیس
پیش از انتشار آلبوم قتل‌عام فیفتی آهنگی به نامPiggy Bank (قلک خوکی) را به عنوان پاسخی به آهنگ نیویورک جارول ضبط کرد. جارول در این آهنگ در مورد فیفتی و گروهش جی-یونیت گفته بود: آهنگاتون هیجانی نداره/ کسی دیگه حال شماها رو نداره/پس اون گردنبندای مسخره رو درآرین جاش مفتول بندازین گردنتون. درهرصورت خبر تهیه آهنگ قلک خوکی چندی بعد به بیرون درز کرد. در این اثر فیفتی فت جو (جوچاقه) نس (نصیر جونز) و جدکیس (بوسه یهودا) را مورد هدف قرار داده بود. فت جو با آهنگ My Fofo (هفت تیر من) جواب فیفتی را داد. وی در این آهنگ اعلام کرد که فیفتی برای زیبایی اندام از مواد نیروزایی که در خانه‌اش پنهان کرده‌استفاده می‌کند و اینکه او به رپر گیم حسادت می‌ورزد. جدکیس نیز با آهنگ Checkmate (کیش و مات) فیفتی را هدف قرار داد و گفت «فیفتی می‌خواسته با آهنگ قلک خوکی برای تبلیغ آلبوم جدیدش جنجال به پا کنه». موزیک ویدئوی آهنگ قلک خوکی شامل تصاویر کاریکاتوری از جدکیس (به صورت لاک‌پشت نینجا) فت جو (به صورت بوکسور سنگین‌وزنی که با یک مشت ناک اوت می‌شود)، نس (به صورت بچه‌ای که در لباس سوپرمن به دنبال کامیونی که به شکل شیشه شیر است می‌دود) و گیم (به صورت آقای کله سیب زمینی) می‌باشد. فیفتی همچنین این سه تن را در ورژن جدیدتری از آهنگ *Window Shopper(پنجره خرین) به شکل مستقیم مورد هدف قرارداد. کلیس همسر نس به این اثر فیفتی با آهنگ Bossy (خودسر) پاسخ داد. نس نیز بعداً در آهنگ (Don't Body Ya Self (MC Burial (خودتو نگیر (تدفین یک رپر)) مورد هدف قرارداد. نس همچنین بعدها با شرکت در میکس تیپ گیم که Brake Lights (چراغ ترمز) نام داشت علیه فیفتی رپ کرد.
- Window Shopper اصطلاحی است در مورد افراد فقیر که به ویترین فروشگاه‌ها خیره می‌شوند گویی برای خرید شیشه ویترین آمده‌اند.

### گیم
گیم پس از مدتی درگیری با فیفتی سنت که به نوعی سر گروه جی-یونیت بود پیدا کرد. فیفتی سنت دلیل اصلی اختلاف با گیم را صادق نبودن گیم با دیگر اعضای گروه اعلام کرد و همین باعث شد گیم از جی-یونیت بیرون برود. درگیری گیم و فیفتی سنت تا آنجایی ادامه پیدا کرد که گلوله‌ای به سمت یکی از افراد گیم اصابت کرد و از آنجایی که گیم و فیفتی سنت با هم درگیر بودند گیم مقصر این کار را فیفتی سنت دانست. چندی بعد در یک برنامه تلویزیونی این دو آشتی داده شدند اما پس از گذشت چند سال درگیری فیفتی سنت و گیم دوباره آغاز شد. گروه جی-یونیت اعلام کردند که از گیم حمایت نمی‌کنند و او را فردی بی‌استعداد دانستند که بدون حمایت آن‌ها کاری از پیش نمی‌برد.

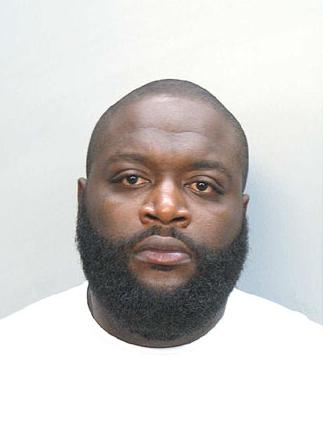
ریک راس در ندامتگاه

### ریک راس
در ژانویه ۲۰۰۹ ریک راس دشمنی را با فیفتی سنت آغاز کرد. به گفته راس فیفتی او را در مراسم BET (تلویزیون سرگرمی سیاهپوستان) بد نگاه کرده‌است. در هر حال فیفتی به منابع خبری گفت که راس را اصلاً در آنجا ندیده‌است. مدتی بعد در همان ماه آهنگی به اسم Mafia Music به دست راس وارد اینترنت شد و به نظر می‌رسید او در آن آهنگ چندین بار به فیفتی اعلان جنگ داده‌است. چند روز بعد فیفتی در جواب آهنگ Officer Ricky (سرکار ریکی) را منتشر ساخت. فیفتی در این آهنگ شدیدترین الفاظ را نه تنها در مورد خود راس بلکه به دی‌جی خالد که تنظیم‌کننده آهنگ Mafia Music (موسیقی مافیایی) بود به کار برد. از جمله توهین‌هایی که به راس کرد عبارتند از: " تو خوک گنده خجالت نمی‌کشی داری مثل بچه‌ها با Nintendo Wii بازی می‌کنی… سرکار ریکی زود بیسیم بزن که پلیس بیاد به دادت برسه… چون تو نوکری پلیس رو می‌کنی ولی کاکاسیاهای من همه از دم جنایتکارن". فیفتی سنت حتی به دی‌جی خالد که در این ماجرا تقریباً بی تقصیر بود هم رحم نکرد و با سوءاستفاده از تیکه همیشگی دی‌جی خالد که می‌گفت "We the Best" (ما بهترینیم) گفت: "آره تو بهترینی تو در نوکری بهترینی عوضی تا آخر ادامه بده و لذتشو احساس کن". در هر صورت راس فردای آن روز در برنامه Shade ۴۵ اعلام کرد به فیفتی سنت ۲۴ ساعت وقت میدم تا با یه آهنگ بهتر برگرده. البته این آهنگ تنها جواب جکسون به راس نبود و او در میکس تیپ The City Is Mine راس را با قطعات دیگری چون Ima Hurt You (بهت صدمه می‌زنم) Shut Your Bloodcolt Mouth (دهن خونیتو ببند) و En God We Trust (ما به خدا ایمان داریم) مورد توهین قرار داد و او را تهدید به قتل در هنگام خواب کرد. جکسون پیش از رفتن به ونزوئلا در آهنگ دیگری به نام شلیک اخطار به راس هشدار داد که «زندگی او را محض خنده نابود می‌کند.» فیفتی همچنین در کنار این آهنگ اولین سری کارتون‌های سرکار ریکی را منتشر ساخت. جکسون در ماه فوریه ویدئویی را در YouTube قرار داد که شامل تصویری از Tia (که مادر یکی از فرزندان راس بود) می‌شد. Tia در این ویدئو بیان کرد که «ریکی راس افسر نگهبان بوده و تمام شخصیتی که در دنیای رپ از خود ساخته تقلبی و بر اساس باج‌گیری است.» در ۵ فوریه ۲۰۰۹، گیم علی‌رغم دشمنی طولانی مدتی که با فیفتی داشت با ایستگاه رادیویی KUBE ۹۳ سیاتل تماس برقرار کرد و با پشتیبانی از جکسون خطاب به راس اعلام کرد اوضاع راس اصلاً خوب نیست و به راس پیشنهاد کرد که به او کمک کند تا از این وضع در بیاید و در ادامه گفت ریک راس، به فکر پسرت باش مرد و اینکه فیفتی تو رو میخوره پسر.
راس در آلبوم عمیق‌تر از رپ در آهنگ In Cold Blood (خونسرد) بار دیگر به رویارویی با جکسون برخاست و نیز ویدئویی برای این آهنگ منتشر کرد که در آن تصویر تشییع جنازه جکسون نمایش داده می‌شود. در هنگام انتشار این اثر راس اعلام کرد که کار جکسون تمومه.
جکسون در مصاحبه‌ای گفت ریک راس مثل شخصیت آلبرت* از فیلم CB۴ می مونه. تا حالا این فیلم رو دیدین؟ اون مثل آلبرت می مونه. وی افزود  بدتر از این نمیشه، با کسی برخورد میکنین که افسر نگهبان بوده و میخواد در همه کارهاش از سوابق یک دلال مواد مخدر مثل Freeway Ricky Ross تقلید کنه.

- آلبرت نام شخصیت اصلی در فیلم CB4 است. به‌طور اتفاقی یک خلافکار معروف بخاطر دزدی آلبرت اشتباهاً به زندان می‌افتد و آلبرت از این موقعیت سوءاستفاده کرده و هویت و اعتبار او را به نام خود می‌زند.

تا پیش از دعوای میان ریکی راس و فیفتی هویت واقعی راس چندان شناخته شده نبود. اما اخیراً در مورد شکایت Freeway Ricky Ross*از Rick Ross اخباری منتشر شد.Freeway Ricky Ross که از دلالان نامدار مواد مخدر می‌باشد به سبب استفاده «غیرقانونی» Rick Ross از لقبش ابراز نگرانی کرده و در مصاحبه‌ای گفته‌است: این نهایت بی ملاحظگی یه کاکاسیاهه. سرکار ریکی با این اسم تقلبی که برای خودش درست کرده اسم و اعتبار منو در طول سال‌ها خدمات در زمینه حمل و نقل و فروش مواد مخدر خدشه دار کرده!
- Freeway Ricky Ross در سال ۱۹۹۶ به جرم حمل صدکیلوگرم کوکائین دستگیر شد و به زندان افتاد و در سال ۲۰۰۹ آزاد شد. وی همچنین واسطه CIA در ماجرای ایران-کنترا بوده‌است.

### لیل وین
پیش از شروع دعوا بین فیفتی و لیل وین متلک‌هایی از طرف فیفتی نثار وین شده بود. به محض پخش خبر آماده شدن آهنگی علیه فیفتی توسط وین، فیفتی در ۱۷ اوت ۲۰۰۷ آهنگی با نام Part Time Lover (معشوق بی وفا) را منتشر کرد. اما لیل وین جواب او را نداد اگرچه آهنگی به نام "Louisianimal" علیه فیفتی در تاریخ ۱۷ نوامبر ۲۰۰۸ به دست وین وارد اینترنت شد. فیفتی نیز در ژانویه ۲۰۰۹ آهنگی به نام Play This on the Radio (روی رادیو پخشش کنین) که از میکس تیپ The City Is Mine (نیویورک سیتی مال منه) بود را منتشر کرد. فیفتی در این آهنگ حدود ۲ دقیقه بدون توقف رکیک‌ترین کلمات را تحویل لیل وین و همکارانش داد. او در این آهنگ لیل وین را به خاطر استفاده مکرر از اتو-تون (*Auto-tune) برای کلفت کردن صدایش مورد تمسخر قرار داد و به او گفت که همیشه یک سر و گردن از او بالاتر است. تقریباً ۲ سال پس از شروع این دشمنی در تاریخ ۱۴ اوت ۲۰۰۹ در کمال ناباوری دعوای میان این دو که پیش‌بینی می‌شد شدیدتر گردد پایان یافت و در کنسرتی مشترکاً به اجرای آهنگ پرداختند.
- اتو-تون (Auto-tune) نرم‌افزاریست که بر روی همه کامپیوترهای شخصی و خانگی قابل نصب می‌باشد و می‌توان با استفاده از این نرم‌افزار و بدون نیاز به مهارت خاص یا آلات موسیقی آهنگ ساخت و صدای خواننده را نیز به‌طور دلخواه تغییر داد.

فیفتی سنت در سپتامبر ۲۰۱۱ برای بار دیگر لیل وین را در آهنگی جدید به نام "عشق نفرت عشق" مورد توهین قرار داد و گفت:"کاکاسیا تو که مثلاً رپری چرا شلوار تنگ پاته؟ میخوای بدنتو به کاکاسیاها نشون بدی؟" فیفتی سنت در این آهنگ علاوه بر لیل وین گیم را که دشمنی دیرینه‌ای با او دارد نیز مورد تمسخر قرار دادو او را "پارک بان" اتومبیل‌های گران‌قیمت خود خواند. پیش از این گیم در توئیتر فیفتی سنت را "همجنس‌باز" خوانده بود.
این آهنگ در زمانی منتشر شد که تا انتشار آلبوم جدید فیفتی سنت یکی دو ماه مانده بود و بسیاری این حرکت فیفتی را جلب توجه برای آلبوم جدیدش دانستند.

### دیگر دشمنی‌ها
فیفتی سنت از ابتدای حرفه‌اش تاکنون با اشخاص بی‌شماری دچار اختلاف و دشمنی شده‌است. دشمنی‌های او گاه از موسیقی رپ و هیپ هاپ هم فرا تر رفته‌است و به این ترتیب او به غیر از رقبایش در موسیقی با اشخاص حقیقی دیگری نیز دچار تنش شده‌است.

#### برائت از همجنسگرایان
فیفتی سنت از زمان انتشار کارهای اولیه‌اش همواره در برخی آثارش از عباراتی چون فگت و حرامزاده در مورد دشمنانش استفاده کرده که این امر موجب بدنامی وی در میان همجنسگرایان شده‌است. وی همچنین در مصاحبه‌ای با مجله پلی‌بوی در سال ۲۰۰۴ وقتی در مورد همجنسگرایی و همجنسگرایان از وی سؤال شد اشاره کرد: «من هرگز با ****ها سازش نمی‌کنم. چون شخصیت و افکارشون از دم مسخرست. فکرشو بکنین وقتی یه مرد همجنس‌باز کنارتون ایستاده و یه جوری بهتون نگاه میکنه که انگار فکر میکنه عاشقشین چه حسی بهتون دست میده! اما زن‌های همجنس‌باز نرمال به نظر میرسن ولی ****ها رو هیچ مدله نمیشه تحمل کرد.»

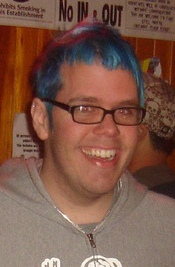
هیلتون

##### پرز هیلتون
فیفتی سنت در اواخر سال ۲۰۱۰ به جدال با پرز هیلتون پرداخت. پرز هیلتون (که پسر عموی پاریس هیلتون و مدیر وبلاگی شخصی است که از راه شایعه پراکنی در مورد اشخاص مشهور کسب شهرت کرده‌است) خود همجنس‌گرا و مدافع حقوق آنان در سازمان LGBT و اتحاد همجنس‌گرایان علیه افترا (سازمان‌های پشتیبانی همجنسگرایان) می‌باشد.

این دعوا با انتشار عکسی توهین‌آمیز در مورد همجنسگرایان توسط فیفتی سنت در شعبه شخصی او در توییتر اوج گرفت. این عکس که تصویر دو مرد همجنسگرا که در حال فرار از دست جمعیتی عصبانی بودند را نشان می‌داد. فیفتی سنت متنی به همراه این عکس ثبت کرده بود که عبارت بود از: «پرز هیلتون به من بددهنی کرد و من هم جوابشو دادم. این عکس عروسی همجنس‌بازهاست. مبارک باشه.» این اقدام فیفتی سنت آنچنان بازتابی داشت که سازمان‌ها و جمعیت‌های حمایت از حقوق همجنسگرایان مبادرت به تشکیل یک کمپ اینترنتی علیه فیفتی سنت کردند. آنان در این کمپ اعلام کردند: «ما می‌خواهیم او (فیفتی سنت) به اشتباهی که کرده پی ببرد و هر چه زودتر مراتب عذرخواهی را به جا آورد و قول دهد که دیگر چنین کاری نخواهد کرد». البته این خود فرصتی برای همجنسگرایان بود که انتقام تمام توهین‌هایی که فیفتی سنت پیش از این در آثارش به همجنسگرایان کرده بود را بگیرند. پرز هیلتون نیز پس از چند روز در جواب به فیفتی سنت در توییتر نوشت:: «نظر تو هیچ اهمیتی نداره این کار تو یه توهینه.» موضع‌گیری همجنسگرایان علیه فیفتی سنت ابتدا اینطور می‌نمود که او در مقابل همجنسگرایان عقب‌نشینی خواهد کرد. حتی شایعاتی از داخل و خارج سازمان‌های حمایت از حقوق همجنسگرایان بیانگر آن بود که فیفتی سنت عذرخواهی کرده‌است. اما وی نه تنها عقب‌نشینی و عذرخواهی نکرد بلکه خطاب به پرز هیلتون در توییتر نوشت: «نمیتونم بگم متاسفم تازه قراره یه آهنگ جدید در موردت بسازم که بدن خوشگلتو به رقص میاره.»

## آلبوم‌ها

### آلبوم‌های استودیویی
- ۲۰۰۳: 'Get Rich or Die Tryin
- ۲۰۰۵: The Massacre
- ۲۰۰۷: کورتیس
- ۲۰۰۹: Before I Self Destruct
- ۲۰۱۴: جاه‌طلبی حیوانی

## فیلم‌شناسی
- جیمی کیمل لایو! (۲۰۱۴–۲۰۰۳)
- سیمپسون‌ها (۲۰۰۵)
- برنامه آخر وقت با دیوید لترمن (۰۷–۲۰۰۵)
- آخر شب با کونان اوبراین (۰۸–۲۰۰۵)
- چشم‌انداز (۲۰۱۰–۲۰۰۵)
- خانه شجاعان (۲۰۰۶)
- مدل برتر بعدی آمریکا (۲۰۰۷)
- قتل عادلانه (۲۰۰۸)
- شوی تایرا بنکس (۰۹–۲۰۰۸)
- خیابان‌های خون (۲۰۰۹)
- دارودسته (۲۰۰۹)
- برنامه امشب با کونان اوبراین (۲۰۰۹)
- برنامه امشب با اجرای جیمی فلن (۲۰۱۰–۲۰۰۹)
- ندای وظیفه: جنگاوری نوین ۲ (۲۰۰۹)
- ۱۳ (۲۰۱۰)
- دوازده (۲۰۱۰)
- شکوه صبح (۲۰۱۰)
- اسلحه (۲۰۱۰)
- خونریزی (۲۰۱۱)
- برپایی (۲۰۱۱)
- کونان (۲۰۱۶–۲۰۱۱)
- ایکس فاکتور (۲۰۱۱)
- کارمزدها (۲۰۱۲)
- آتش در ازای آتش (۲۰۱۲)
- نقشه فرار (۲۰۱۳)
- آخرین وگاس (۲۰۱۳)
- سرزمین منجمد (۲۰۱۳)
- مرغ ربات (۲۰۱۳)
- شاهزاده (۲۰۱۴)
- قدرت (۲۰۲۰–۲۰۱۴)
- امروز (۲۰۱۴)
- جاسوس (۲۰۱۵)
- چپ‌دست (۲۰۱۵)
- ستاره‌های پاپ: هرگز متوقف نمی‌شوند (۲۰۱۶)
- کمینگاه دزدان (۲۰۱۸)
- نقشه فرار ۲: جهنم (۲۰۱۸)
- نقشه فرار ۳: ایستگاه شیطان (۲۰۱۹)
- بی‌مصرف‌ها ۴ (۲۰۲۳)
- برای زندگی  (مجموعه تلویزیونی-۲۰۱۹)
- قبرستان (۲۰۲۴)[۱۲]